# Ԅ
Zié komi ou zjé komi (capitale Ԅ, minuscule ԅ) est une lettre de l’alphabet cyrillique. Elle était utilisée dans l’écriture du komi d’environ 1919 à 1940 comme les lettres jé cramponné ‹ Җ җ ›, dé komi ‹ Ԁ ԁ ›, dié komi ‹ Ԃ ԃ ›, dzié komi ‹ Ԇ ԇ ›, lié komi ‹ Ԉ ԉ ›, nié komi ‹ Ԋ ԋ ›, sié komi ‹ Ԍ ԍ ›, tié komi ‹ Ԏ ԏ ›. Elle est appelée « zé à queue relevée » (З с хвостиком вверх en russe) dans la norme GOST R 7.0.29-2010.

## Représentations informatiques
Le zié komi peut être représenté avec les caractères Unicode suivants :
| formes    | représentations | chaînes de caractères | points de code | descriptions                          |
| --------- | --------------- | --------------------- | -------------- | ------------------------------------- |
| capitale  | Ԅ               | Ԅ                     | U+0504         | lettre majuscule cyrillique komie zié |
| minuscule | ԅ               | ԅ                     | U+0505         | lettre minuscule cyrillique komie zié |